# 吉田セイ
吉田 セイ（よしだ セイ、1909年（明治42年）12月24日 – 1976年（昭和51年）7月26日）は、日本の政治家、衆議院議員（1期）。旧姓、林。

## 来歴

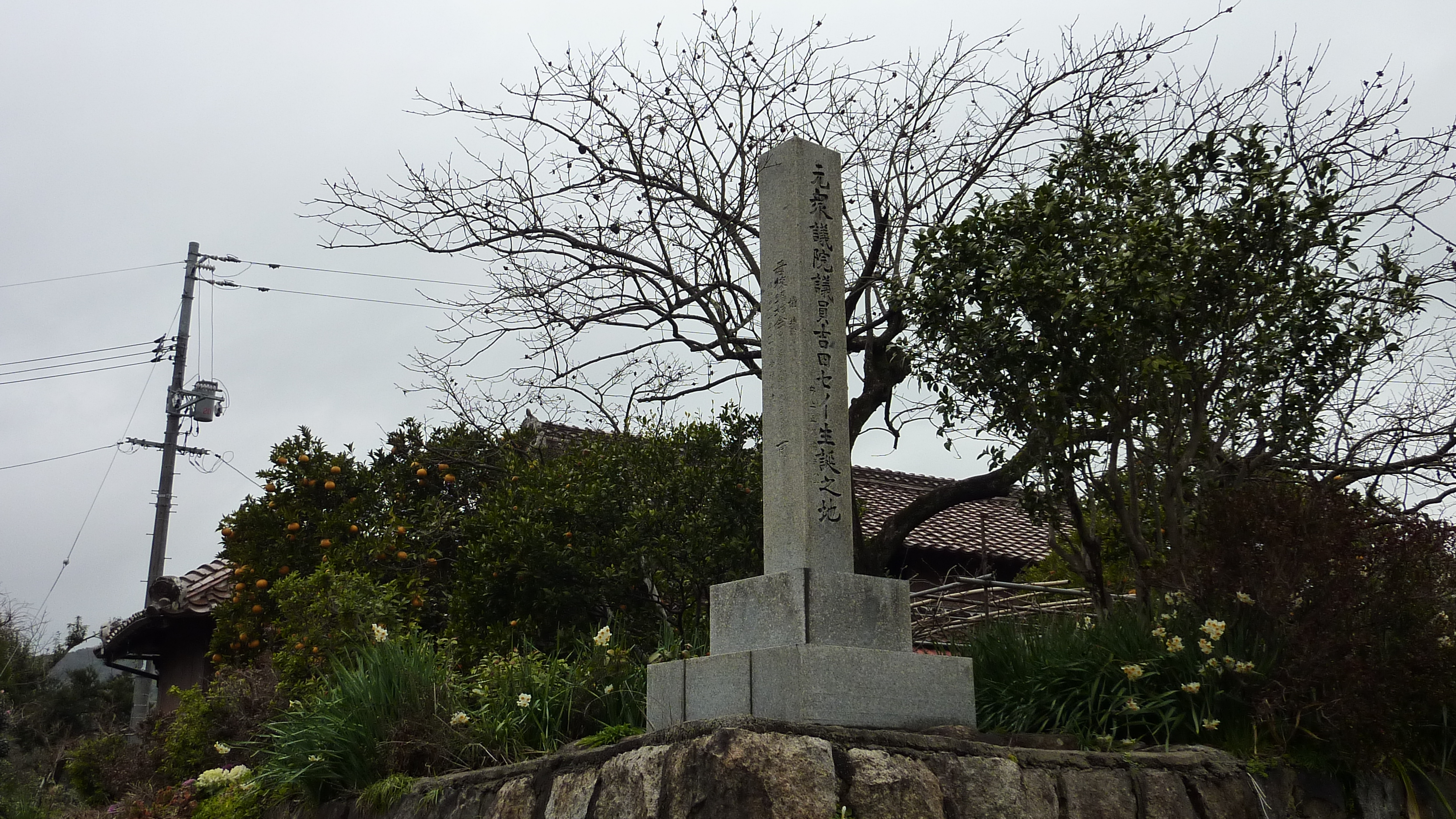
山口県山陽小野田市埴生・小埴生集落にある生誕地の碑

山口県出身。山口県立厚狭高等女学校（現在の山口県立厚狭高等学校）時代の1924年の極東オリンピックに砲丸投の日本代表に選ばれ、9ｍ58の日本新記録を樹立した。卒業後は産婆の資格を取り、その後、広島女子歯科医学校に入り、1931年に卒業、東京で開業した。のちに結婚し、歯科医を続けた。1940年に開かれる予定だった東京オリンピックで砲丸投げの選手として陸連に出場を希望した。しかし、開催は中止となり出場の夢は断たれた。
戦後の1946年の第22回衆議院議員総選挙で神奈川県から新日本婦人党公認で立候補して当選した。当選後は国民党から国民協同党に移り、翌年の第23回衆議院議員総選挙で同党公認で立候補したが落選した。その後衆院選に1度、参院選に3度立候補したがいずれも落選した。その後は神奈川県教育委員、同教育長や家庭裁判所調停委員、自民党神奈川県連相談役を務めた。1976年死去。